# 레이 파크
레이 파크(영어: Ray Park, 1974년 8월 23일~)는 영국 스코틀랜드의 배우이다. 더 킹 오브 파이터스에서 루갈 번스타인 역을, 이소룡 전기에서 척 노리스 역을 맡은 덕에 여러가지로 패러디되고 있다.
할리우드에서는 사실상 싸우는 기계 취급을 받고 있으며 표정 연기보다 무술 연기에 압도적으로 비중이 높은 배우이다.

## 출연 작품
- 스타워즈 에피소드 1: 보이지 않는 위험 - 다스 몰 역
- 엑스맨 - 토드 역
- 엑스 VS 세버
- 이소룡전기 - 척 노리스 역
- 더 킹 오브 파이터즈 - 루갈 번스타인 역
- 지.아이.조: 전쟁의 서막 - 스네이크 아이즈 역
- 지.아이.조 2 - 스네이크 아이즈 역
- 데드풀과 울버린 - 모티머 토인비 / 토드 역